# Corbeau à cou blanc
Corvus cryptoleucus
Espèce
Statut de conservation UICN

 LC  : Préoccupation mineure
Répartition géographique
Le Corbeau à cou blanc (Corvus cryptoleucus) est une espèce de passereaux appartenant à la famille des Corvidae. Cet oiseau assez commun dans son aire de répartition vit au Mexique et aux États-Unis.

## Morphologie
Cet oiseau de 48 à 53 cm de longueur présente un plumage noir avec une touffe de plumes hérissées sur la gorge qui cache des plumes blanches à extrémité noire situées sur le haut du cou. Ces plumes presque entièrement blanches ne sont bien visibles que lors de la parade nuptiale. Le bec est fort et la queue se termine en pointe.

## Comportement

### Alimentation
Cet oiseau carnivore se nourrit de charognes et d'insectes.

### Relations sociales
Cet oiseau grégaire a tendance à se nourrir, voler et dormir en groupe.
Le cri est un « raaaaa » long et rauque, moins grave que le cri du grand corbeau.

## Répartition
Cet oiseau vit au Mexique et aux États-Unis.

## Habitat
Le Corbeau a cou blanc fréquente les déserts à végétation de yuccas, les bosquets de mesquites ou les prairies arides. Il a besoin d'arbres ou de poteaux électriques pour bâtir son nid.
On retrouve également cette espèce en République Démocratique du Congo, dans le sud Kivu (bukavu) ainsi qu'en Côte D'Ivoire 